# Vereniging Vlaamse Academici
De Vereniging Vlaamse Academici (VVA), voor 18 februari 2017 bekend als het Verbond der Vlaamse Academici, is een Vlaamse, pluralistische en Vlaamsgezinde vereniging van academici. Het VVA werkt nauw samen met verenigingen zoals de Marnixring of de Orde van den Prince en zetelt ook in het Overlegcentrum van Vlaamse Verenigingen. 

## Geschiedenis
Begin twintigste eeuw werd het Algemeen Vlaams Oud-Hoogstudentenverbond opgericht als groepering van regionale oud-studentenkringen afkomstig van het Katholiek Vlaams Hoogstudentenverbond (OKVHV). In 1960 werd de organisatie herdoopt tot Verbond der Vlaamse Academici. Het VVA beoogt culturele en maatschappelijke vorming, wil de verspreiding van wetenschap en cultuur bevorderen en behartigt de belangen van academici. Daarnaast staat de verdere Vlaamse ontvoogding en ontplooiing van de Nederlandse cultuur centraal.
In 1990 werd Eric Ponette algemeen voorzitter. In 1996 nam Matthias Storme de fakkel over tot hij in 2000 werd opgevolgd door Frank Fleerackers die op zijn beurt werd opgevolgd door Reinhart Verschoore. Het VVA gaf het driemaandelijkse tijdschrift Vivat Academica uit dat van 2008 tot 2012 omgevormd werd tot een jaarboek. Sinds 1 september 2016 staat Paul Becue aan het roer. Speerpunt in zijn werking tijdens de laatste jaren is de bevordering en de vrijwaring van het Algemeen Nederlands in Vlaanderen. Het VVA kant zich ook tegen een overmatige en ondoordachte verengelsing van de Vlaamse universiteiten en hogescholen.
Elk jaar doorgaans in maart of april komen de leden van de afdelingen samen in een stad voor hun Algemene Ledendag. Die omvat een stedelijk cultureel programma, een academische zitting rond een relevant maatschappelijk thema, de uitreiking van de jaarlijkse VVA-prijs aan een academicus of verdienstelijke personaliteit. Gedurende het jaar realiseren de respectieve afdelingen in Vlaanderen hun cultureel en vormend werkingsprogramma.